# Щелкун чёрный
Чёрный щелкун (лат. Athous niger) — вид щелкунов из подсемейства Dendrometrinae.

## Распространение
Распространён в Центральной и Северной Европе. На территории бывшего СССР распространён на всей европейской части, за исключением Крайнего Севера и юга, а также населяет территорию Западной Сибири до лесотундры.

## Описание
Жук длиной 10—14 мм. Щелкун чёрный полностью окрашен в чёрный цвет и имеет слабый металлический оттенок.

### Проволочники
Проволочник в длину достигает 27 мм.
Внутренние ветви урогомф имеют такое же строение, как и наружное, когтевидные без килей и добавочных углов или шипов. Вырезка более чем наполовину открытая. Внутренние ветви урогомф вдвое короче и значительно тоньше наружных.
Площадка каудального сегмента плоская, тонкоморщинистая, в мелких, редко разбросанных точках. Задняя лопасть лобной пластинки усечённокопьевидная, от середины к вершине прямосторонне сужена, к вершине отсечена. Вырезка большая, открытая, чуть длиннее 1/3 площадки, в 2-2,5 раза шире урогомф.

## Экология и местообитания
Встретить этого щелкуна можно в лесной и лесостепной зонах. Проволочники — всеядные, иногда даже вредят сельскохозяйственным культурам.